# Lista de pinturas de Veloso Salgado
Esta é uma lista de pinturas do pintor português Veloso Salgado que se distinguiu como retratista e como pintor histórico.
Nascido na Galiza, Espanha, em 1864, Veloso Salgado mudou-se para Lisboa em 1875, tendo-se naturalizado português em 1887. Entre 1883 e 1885 frequentou as aulas da Academia de Belas-Artes de Lisboa e, em 1887, concorreu a bolseiro do Estado no estrangeiro com  A Morte de Catão, tendo sido aprovado por unanimidade. 
Viaja então para Paris como bolseiro, sendo admitido na Escola de Belas-Artes e frequentando os atelieres de artistas estabelecidos. De 1890 a 1894 expõe no Salon, e noutras exposições europeias, vencendo  concursos e recebendo medalhas, designadamente com Amor e Psyché e com o Retrato de Braancamp Freire.
Regressou a Lisboa, em 1895, tornando-se professor interino da Escola de Belas-Artes, ficando efectivo, em 1897, vencendo Columbano no concurso de admissão, e tendo pintado entretanto o grande Retrato equestre da Raínha D. Amélia que expôs no Salon.
Em 1898 vence o concurso das comemorações do Centenário do Descobrimento da Índia com o quadro histórico Vasco da Gama perante o Samorim e, em 1906, executa um conjunto de grandes painéis, “A Medicina através dos séculos”, destinados a decorar a Escola Médica de Lisboa. Em 1911 pinta Sufrágio, uma alegoria às eleições para a Câmara Municipal de Lisboa que deram a vitória ao Partido Republicano e, com Benvindo Ceia, executa as pinturas do pano de boca e do tecto do Teatro Politeama. Entre 1919 e 1921, executa As Constituintes para a luneta da sala da Câmara dos Deputados.
Em 1937 é aposentado da Escola de Belas-Artes de Lisboa tendo dois anos depois sido realizada uma grande exposição retrospectiva da sua obra.
| Imagem | Título                                                                 | Data de publicação | Retrata | Coleção                                        | Localização                                    |
| ------ | ---------------------------------------------------------------------- | ------------------ | --- | ---------------------------------------------- | ---------------------------------------------- |
|        | Retrato de Virginie Demont-Breton                                      | 1894               | Virginie Demont-Breton | No/unknown value                               | França                                         |
|        | Retrato de Adrien Demont                                               | 1891               | Adrien Demont | No/unknown value                               | França                                         |
|        | A Pátria Coroando os Seus Heróis                                       | 1904               | Pedro IV of Portugal, Emperor of Brazil (1798-1834) João Carlos de Saldanha Oliveira e Daun, Duque de Saldanha António José Severim de Noronha, Duque da Terceira Almeida Garrett Pedro de Sousa Holstein Mouzinho da Silveira | Museu Militar de Lisboa                        | Museu Militar de Lisboa                        |
|        | Vasco da Gama perante o Samorim de Calecute                            | 1898               | Vasco da Gama | Sociedade de Geografia de Lisboa               | Lisboa                                         |
|        | Gerês, 1915                                                            | 1915               | | Museu Nogueira da Silva                        | Museu Nogueira da Silva                        |
|        | Amor e Psyche                                                          | 1891               | | Museu Nacional de Arte Contemporânea do Chiado | Museu Nacional de Arte Contemporânea do Chiado |
|        | Juventude                                                              | 1923               | | Museu de José Malhoa                           | Museu de José Malhoa                           |
|        | Retrato de Aleixo de Queiroz Ribeiro                                   | 1895               | Aleixo de Queiroz Ribeiro | No/unknown value                               |                                                |
|        | O Sufrágio                                                             | 1913               | | Museu de Lisboa                                | Museu de Lisboa                                |
|        | As Cortes Constituintes de 1821                                        | 1921               | | Palácio de São Bento                           | Palácio de São Bento                           |
|        | El-Rei D. Dinis Administrando Justiça                                  | 1899               | | Palácio da Bolsa                               | Palácio da Bolsa                               |
|        | Medicina Portuguesa                                                    | 1906               | | NOVA Medical School                            | NOVA Medical School                            |
|        | Coroação de D. João IV                                                 | 1908               | | Museu Militar de Lisboa                        | Museu Militar de Lisboa                        |
|        | Menina com rola                                                        | 1883               | | No/unknown value                               |                                                |
|        | Cabeça de estudo                                                       | 1887               | povo africano | Casa-Museu Dr. Anastácio Gonçalves             | Casa-Museu Dr. Anastácio Gonçalves             |
|        | Autorretrato                                                           | 1931               | Veloso Salgado |                                                |                                                |
|        | Jesus (estudo)                                                         | 1897               | | No/unknown value                               |                                                |
|        | Retrato de Teixeira Lopes                                              | 1889               | | Casa-Museu Teixeira Lopes                      | Casa-Museu Teixeira Lopes                      |
|        | Retrato de Senhora                                                     | 1917               | mulher | No/unknown value                               |                                                |
|        | Retrato de Senhora (1908)                                              | 1908               | |                                                |                                                |
|        | Retrato de Cândido dos Reis                                            | 1911               | Carlos Cândido dos Reis | Paços do Concelho de Lisboa                    | Paços do Concelho de Lisboa                    |
|        | Figura feminina no jardim                                              | 1917               | | No/unknown value                               |                                                |
|        | Menina com bandolim                                                    |                    | |                                                |                                                |
|        | Retrato de Miguel Ventura Terra                                        | década de 1910     | Miguel Ventura Terra |                                                |                                                |
|        | Olhando o mar                                                          |                    | | No/unknown value                               |                                                |
|        | Paisagem campestre com figura feminina                                 | 1889               | | No/unknown value                               |                                                |
|        | Retrato de Manuel Bento de Sousa                                       | 1900               | | Sociedade das Ciências Médicas de Lisboa       | Lisboa                                         |
|        | Aclamação de D. João IV de Portugal                                    | 1908               | | Museu Militar de Lisboa                        | Museu Militar de Lisboa                        |
|        | As Ciências Físico-Naturais                                            | 1917               | | Universidade do Porto                          | Reitoria da Universidade do Porto              |
|        | A Matemática                                                           | 1917               | | Universidade do Porto                          | Reitoria da Universidade do Porto              |
|        | A Pátria coroando de louros o Soldado Português morto na Grande Guerra | 1923               | | Museu Militar de Lisboa                        | Museu Militar de Lisboa                        |
|        | Retrato do Conselheiro António Cândido                                 | 1896               | António Cândido Ribeiro da Costa | Museu Nacional de Arte Contemporânea do Chiado | Museu Nacional de Arte Contemporânea do Chiado |
|        | As Ciências Físico-Naturais                                            | 1917               | | Universidade do Porto                          | Universidade do Porto                          |
|        | Q114557395                                                             | século XIX         | |                                                |                                                |
|        | Retrato de Maria Amélia de Medeiros e Almeida                          | 1912               | | Casa-Museu Medeiros e Almeida                  | Casa-Museu Medeiros e Almeida                  |
|        | Flor do Mar                                                            | 1894               | | Museu Nacional de Arte Contemporânea do Chiado | Museu Nacional de Arte Contemporânea do Chiado |
|        | Pôr do sol na Irlanda                                                  |                    | | Museu de Arte Contemporânea Armando Martins    | Museu de Arte Contemporânea Armando Martins    |